# 650
- Wikisource

| Calendário gregoriano                                                        | 650 DCL                         |
| Ab urbe condita                                                              | 1403                            |
| Calendário arménio                                                           | 98 – 99                         |
| Calendário bahá'í                                                            | -1194 – -1193                   |
| Calendário budista                                                           | 1194                            |
| Calendário chinês                                                            | 3346 – 3347                     |
| Calendário copta                                                             | 366 – 367                       |
| Calendário etíope                                                            | 642 – 643                       |
| Calendários hindus - Vikram Samvat - Calendário nacional indiano - Cáli Iuga | 705 – 706 571 – 572 3750 – 3751 |
| Calendário Holoceno                                                          | 10650                           |
| Calendário islâmico                                                          | 29 – 30                         |
| Calendário judaico                                                           | 4410 – 4411                     |
| Calendário persa                                                             | 28 – 29                         |
| Calendário rúnico                                                            | 900                             |
| Calendário solar tailandês                                                   | 1193                            |

650 (DCL, na numeração romana) foi um ano comum do século VII que começou numa sexta-feira, segundo o calendário juliano.  Segundo o horóscopo chinês, foi o ano do Cão.
| Ano completo                       |
| ---------------------------------- |
| Ano comum com início à terça-feira |

## Eventos
- É escrito o primeiro texto de A Tábua de Esmeralda, livro que fez surgir a alquimia árabe e ocidental. Esse texto foi chamado de Kitab Sirr al-Khaliqa wa Sanat al-Tabia.

## Nascimentos
- Papa Sisínio, na Siria (m. 4 de Fevereiro de 708).